# Zenão (asecreta)
Zenão (em latim: Zeno; em grego: Ζήνων; romaniz.: Zénon) foi um oficial bizantino do século VI. Sabe-se de sua existência através de três selos seus nos quais está registrado seu nome no obverso e seu ofício, o de asecreta, no reverso.